# Адамс, Уолтер Сидни
Уо́лтер Си́дни А́дамс (англ. Walter Sydney Adams; 20 декабря 1876, Антакья, Османская империя — 11 мая 1956, Пасадина, США) — американский астроном.
Член Национальной академии наук США (1917), иностранный член Лондонского королевского общества (1950).

## Биография
Родился в Антакье в семье миссионеров, в 1885 году вернулся в США. В 1898 году окончил Дартмутский колледж, после чего продолжил образование в Германии, в 1900—1901 учился в Мюнхенском университете у К. Шварцшильда и Х. фон Зелигера. В 1901—1904 работал в Йеркской обсерватории, в 1904—1946 — в обсерватории Маунт-Вилсон, которую возглавлял с 1923 года. С 1946 до конца жизни работал в Солнечной лаборатории Хейла в Пасадене.

## Исследования
Вёл исследования планет, звёзд, Солнца и межзвёздной среды. Совместно с Ч.Сент-Джоном и Т. Данхемом измерил количество водяного пара и кислорода в атмосфере Марса, а также обнаружил углекислый газ в атмосфере Венеры. Организовал обширные исследования определения лучевых скоростей и спектральных параллаксов звёзд, совместно с сотрудниками обсерватории Маунт-Вилсон определил лучевые скорости более 7 тысяч звёзд и у нескольких тысяч звёзд определил их абсолютные звёздные величины. В 1925 по просьбе А. Эддингтона исследовал спектр белого карлика Сириус В с целью обнаружения гравитационного красного смещения спектральных линий, предсказанного общей теорией относительности А. Эйнштейна.
Доказал наличие тяжёлых элементов (в частности, железа) в облаках межзвёздного вещества.
Определил скорость вращения Солнца, изучал различия в спектре солнечных пятен и невозмущённого диска, совместно с Расселом прокалибровал роуландовскую шкалу интенсивностей солнечного спектра.

## Награды
- Медаль Лондонского Королевского астрономического общества (1917)
- Медаль Генри Дрейпера Национальной академии наук США (1918)
- Премия Жюля Жансена Французского астрономического общества (1926)
- Медаль Жансена Парижской Академии наук (1935)
- Медаль Кэтрин Брюс Тихоокеанского астрономического общества (1928)
- Премия Генри Норриса Рассела (1947).

## Увековечение памяти
В честь У. С. Адамса названы:
- Астероид 3145 Уолтер Адамс[англ.]
- Кратер на Марсе[англ.]
- Кратер Адамс на Луне (назван совместно в честь У. С. Адамса, Джона Куха Адамса и Чарльза Хичкока Адамса[нем.]).